# تان آن، لنگ آن
تان آن، لنگ آن (به لاتین: Tân An, Long An) یک سکونتگاه مسکونی در ویتنام است که در استان لونگ آن واقع شده‌است.

## خصوصیات
تان آن ۸۱٫۷۹ کیلومترمربع مساحت و ۱۲۱٬۵۰۰ نفر جمعیت دارد.